# 杉野村 (岐阜県揖斐郡)
杉野村（すぎのむら）は、かつて岐阜県揖斐郡にあった村である。
現在の揖斐郡池田町杉野に該当する。
発足時は大野郡の村であったが、郡の合併で揖斐郡の村となった。現在、池田町では唯一旧大野郡に属する地となっている。

## 歴史
- 1889年（明治22年）7月1日 - 町村制により、大野郡杉野村が発足。
- 1897年（明治30年）4月1日[2] - 大野郡の一部と池田郡が合併して揖斐郡となる。当村は揖斐郡の所属となる。
- 1897年（明治30年）4月1日 - 池野村、下東野村、砂畑村、六之井村、上田村と合併し池田村が発足。同日杉野村廃止。